# The One I Love (R.E.M.)
The One I Love è un brano della band statunitense R.E.M. La canzone è il primo singolo estratto dal quinto album della band Document (1987).
È il primo singolo del gruppo ad ottenere un notevole successo, raggiungendo la posizione numero 9 della Billboard Hot 100, ed in seguito la numero 16 nella classifica dei singoli in Inghilterra.

## Tracce
1. "The One I Love" - 3:16
2. "Maps and Legends" (live)1 - 3:15

### 12": IRS / IRS-23792 (US)
1. "The One I Love" - 3:16
2. "The One I Love" (live)1 - 4:06
3. "Maps and Legends" (live)1 - 3:15

### 12": IRS / IRMT 146 (UK)
1. "The One I Love" - 3:16
2. "Last Date" (Floyd Cramer) - 2:16
3. "Disturbance At The Heron House" (live)1 - 3:26